# Nationaal park Caparaó
Nationaal park Caparaó is een nationaal park op de grens van de staten Minas Gerais en Espírito Santo in Brazilië, opgericht in mei 1961. Het park wordt beheerd door het Chico Mendes Instituut voor Biodiversiteit Conservation (ICMBio). Het park is 26.000 hectare groot. Een van de doelen van het park is een bijdrage leveren aan de bescherming van Mata Atlântica, het Atlantische regenwoud. "Caparaó" is een verwijzing naar Rio Caparaó en Sierra Caparaó.

## Geografie en klimaat
In het park heersen milde temperaturen, met jaargemiddelden tussen de 19° C en 22° C, maar in de hogere delen zijn de jaargemiddelde temperaturen lager. Op de toppen van de pieken worden de laagste temperaturen gemeten van Brazilië, tot ongeveer -10 °C. Sneeuwen doet het echter zelden.
In het park ligt Pico da Bandeira, een van de hoogste bergen van het land (2892 meter), en als een na hoogste berg van het park de Pico do Calçado met 2849 meter.

## Fauna
Het park is belangrijk voor onder meer de volgende bedreigde diersoorten: wijnborstamazone Amazona vinacea, Leucopternis lacernulatus, noordelijke spinaap Brachyteles hypoxanthus, geelkoppenseelaapje Callithrix flaviceps, tijgerkat Leopardus tigrinus, Leopardus pardalis mitis, reuzenmiereneter Myrmecophaga tridactyla, Puma concolor capricornensis en Thoropa lutzi.

## Toerisme
Het park trekt veel toeristen, vooral tijdens de wintervakantie. Er zijn verschillende overnachtingsaccommodaties en bezoekerscentra.

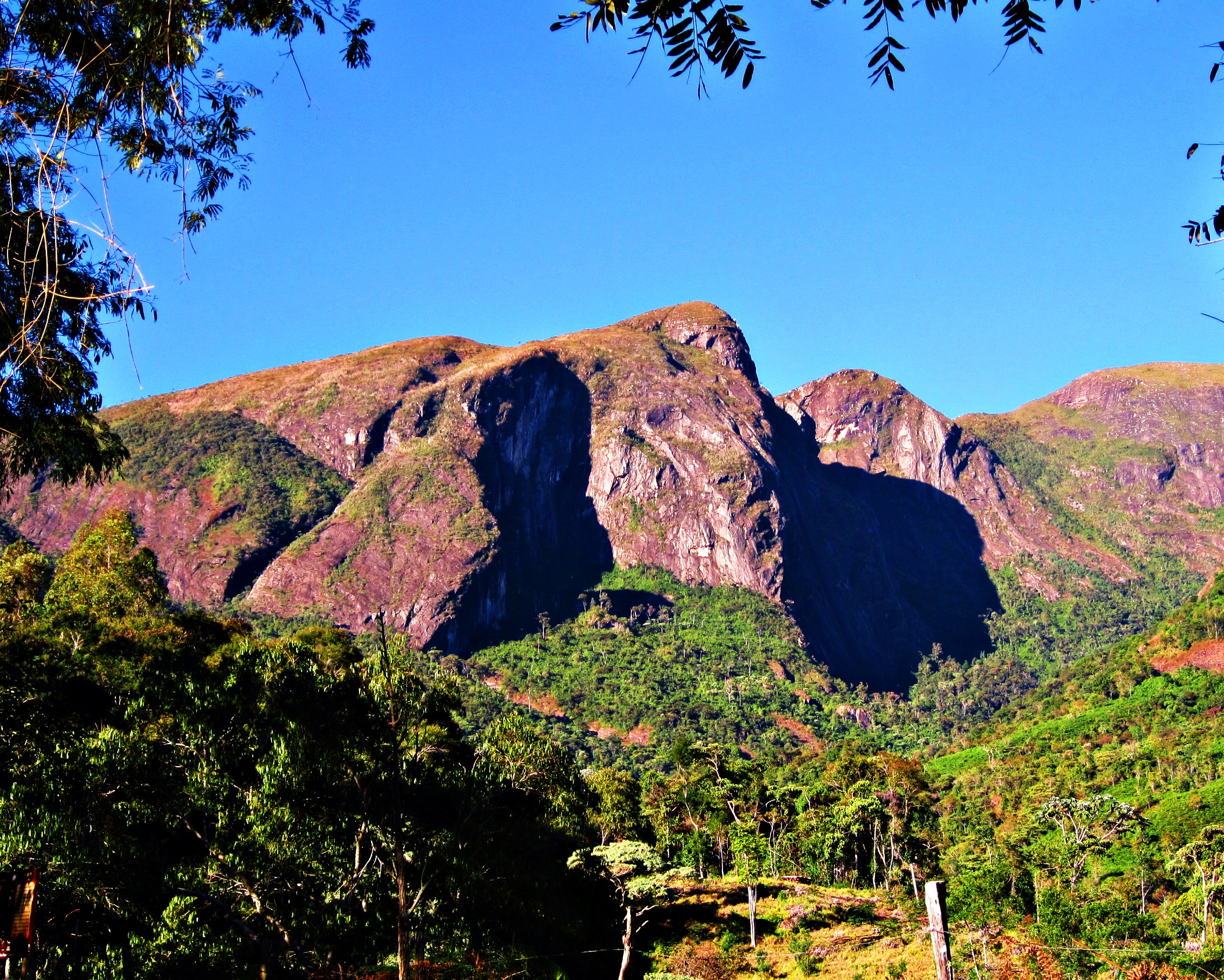
"Face de Cristo" gezien vanaf de mijnbouwkant van de berg
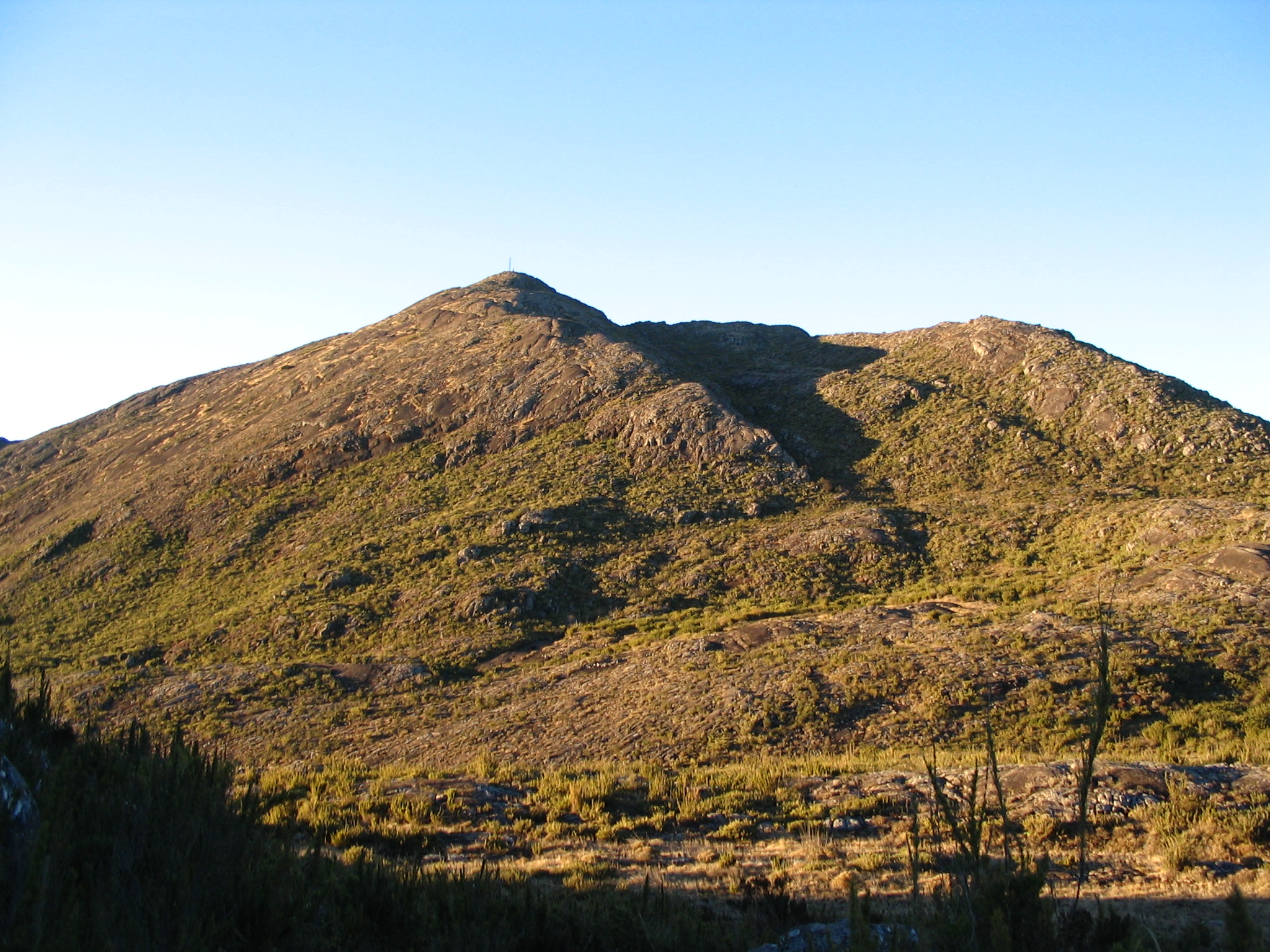
Pico da Bandeira, de hoofdattractie van het park
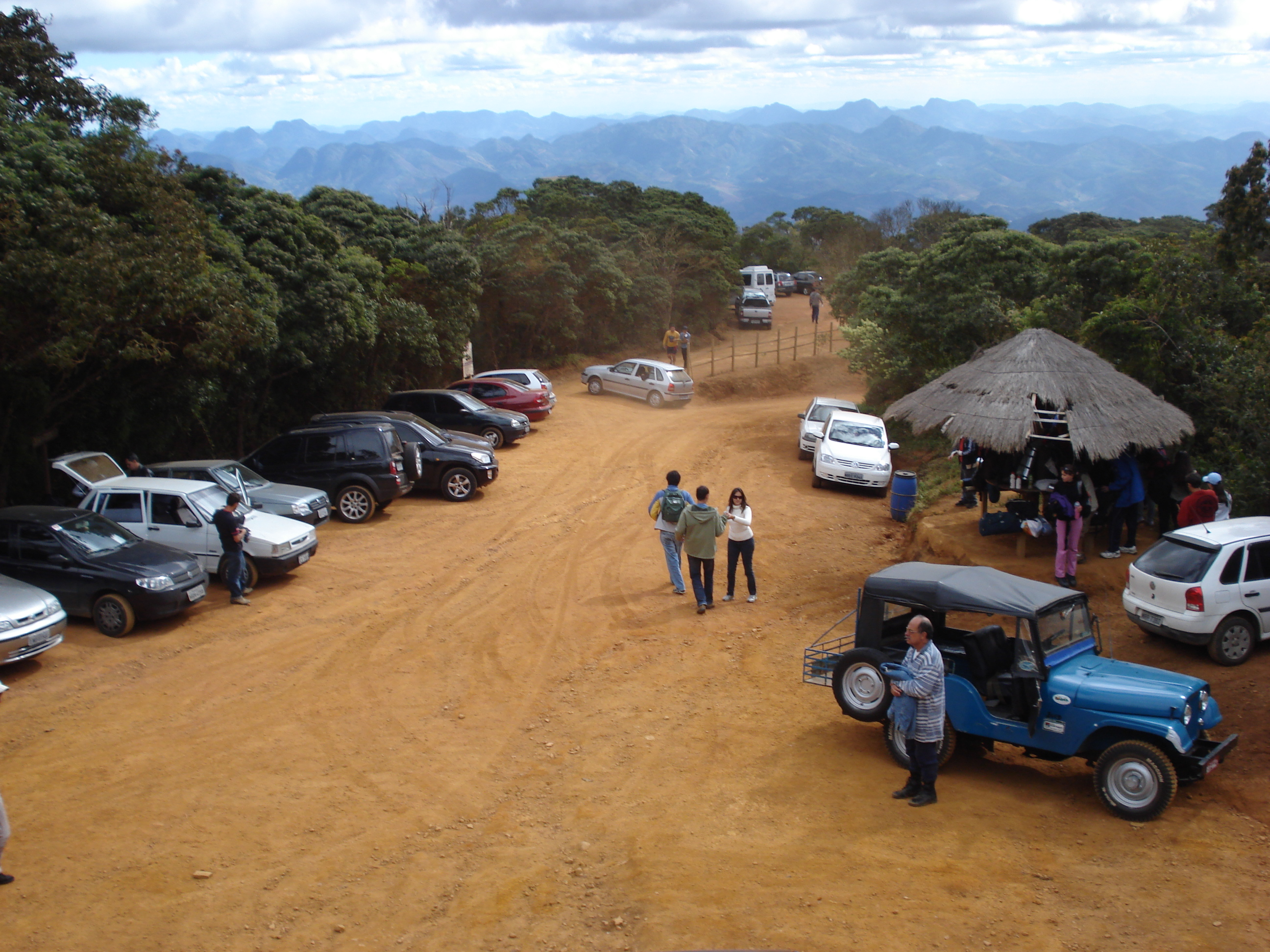
Camping Tronqueira
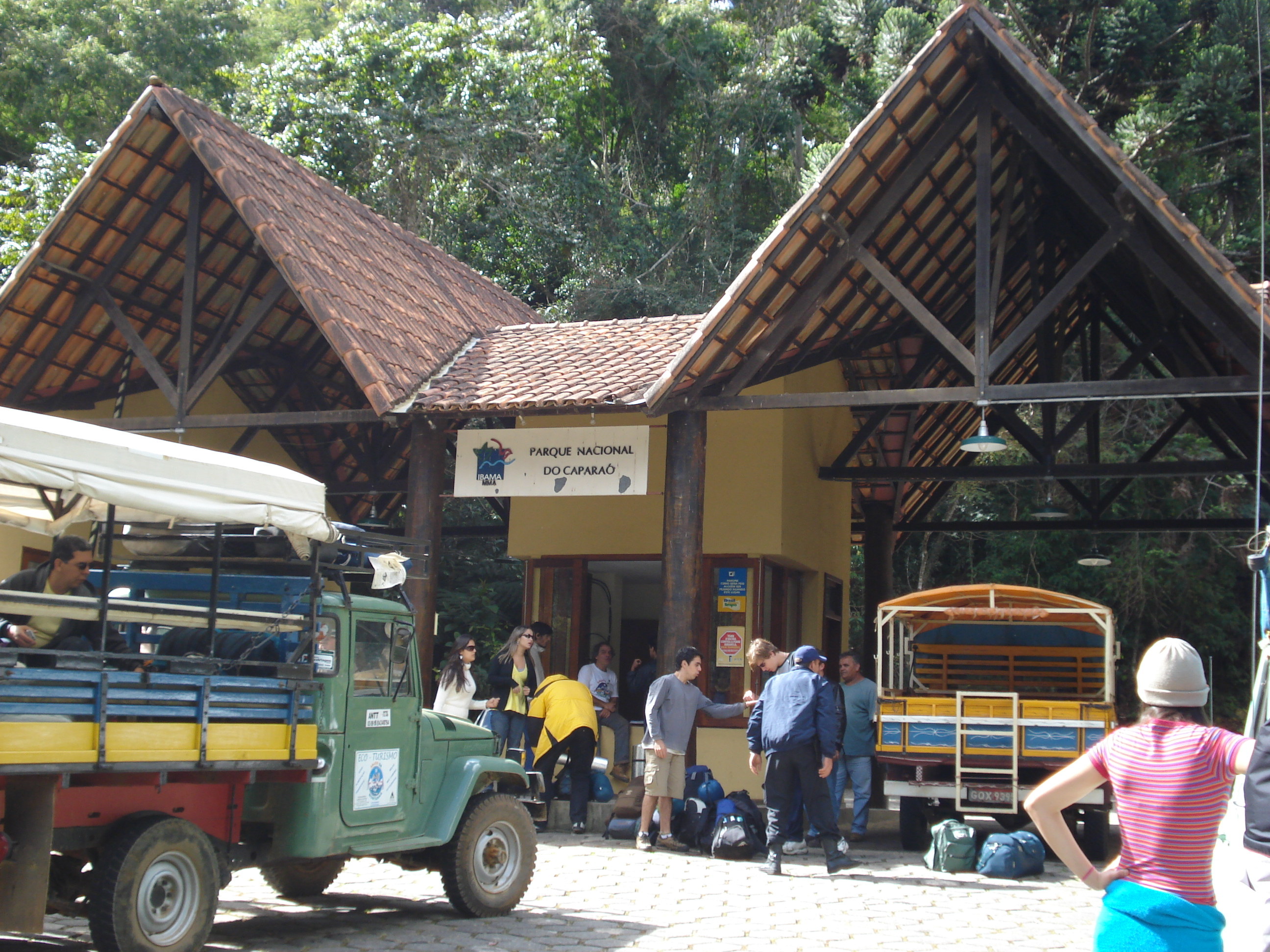
Entree park Minas Gerais
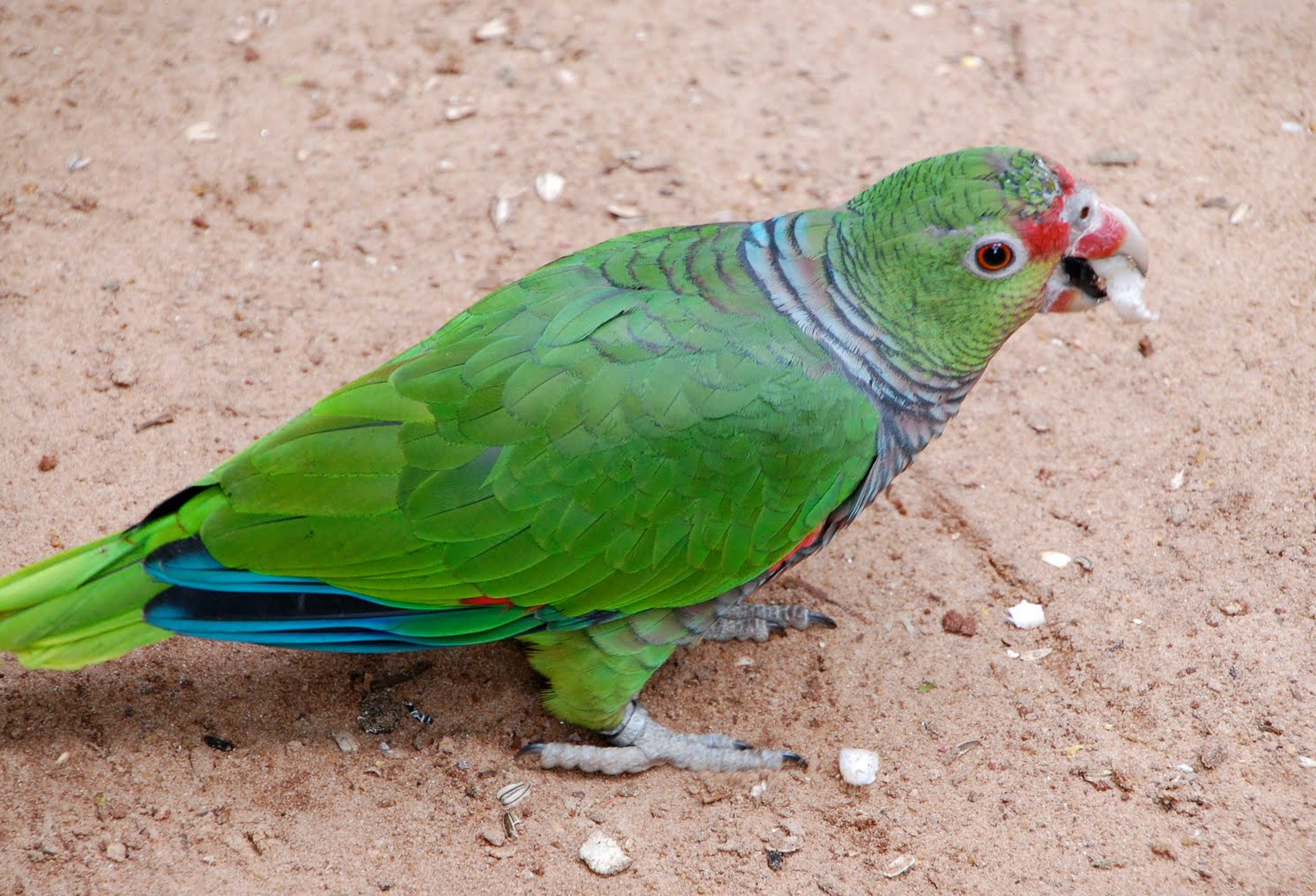
Amazona vinacea
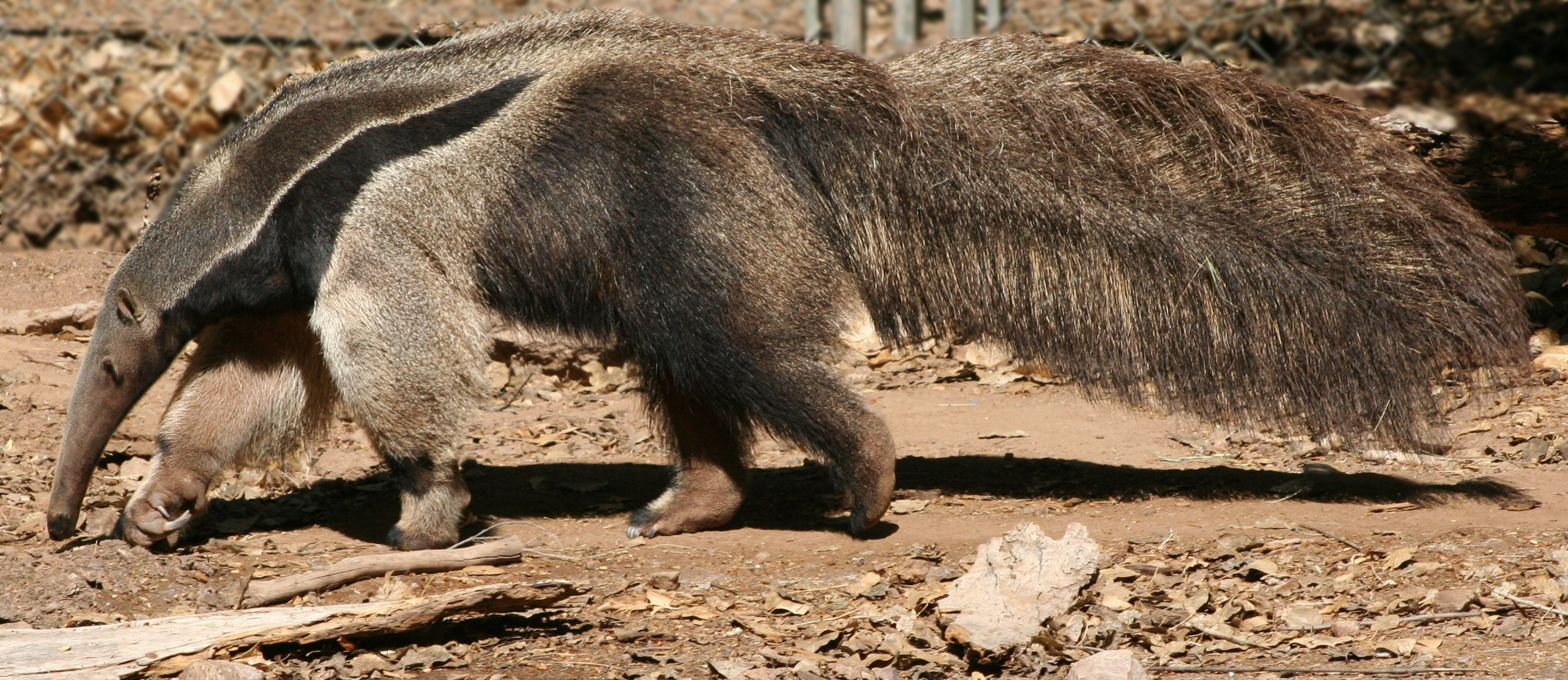
Myrmecophaga tridactyla
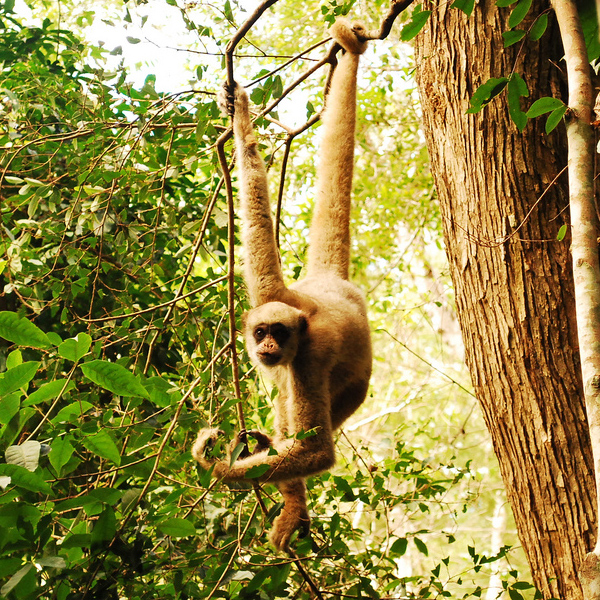
Brachyteles hypoxanthus